# Chicoteador-oriental
O chicoteador-oriental (Psophodes olivaceus) é um passeriforme insetívoro nativo da costa leste da Austrália.

## Taxonomia
O chicoteador-oriental foi descrito erroneamente por John Latham como duas espécies separadas em 1801 a partir de primeiras ilustrações coloniais, primeiro como o corvo de bochechas brancas (Corvus olivaceus) e como o papa-moscas (Muscicapa crepitans). O pássaro tornou-se comumente conhecido como pássaro chicote ou pássaro chicote. John Gould gravou o termo aborígene Djou da região de Hunter de Nova Gales do Sul.
Seu nome específico é derivado de sua coloração verde-oliva, embora logo tenha sido colocado no novo gênero Psophodes por Nicholas Aylward Vigors e Thomas Horsfield, derivado do grego psophōdes /ψοφωδης que significa 'barulhento'. A colocação da família mudou, alguns agora colocando-o em um grande Corvidae inclusivo amplamente definido, enquanto outros o dividem e vários outros gêneros na família. Outra pesquisa propõe que os tordos-codornizes são eles próprios distintos, deixando os whipbirds e wedgebills em uma família com o nome proposto Psophodidae. O nome "Eupetidae" foi usado para este agrupamento; no entanto, por causa da relação distante do tagarela ferroviário com os outros membros deste grupo descoberto na pesquisa de Jønsson et al. (2007) esse nome é mais apropriado para a família monotípica que contém esta espécie.

### Subespécies
Duas subespécies são reconhecidas:
- P. o. olivaceus, a subespécie nominal, é encontrada do leste de Victoria ao sudeste de Queensland.
- P. o. lateralis é encontrado no Planalto de Atherton e é menor e mais marrom.[11]

## Descrição
Um pássaro esbelto cerca de 26–30 cm (10–12 in) de comprimento e 47–72 g (1.7–2.5 oz) em peso, é verde oliva com cabeça e peito pretos. Tem uma pequena crista preta com uma bochecha branca no rosto. Tem um abdômen mais pálido com uma longa cauda verde-oliva escura com ponta branca. A íris é marrom e o bico é preto com pés enegrecidos. O macho é um pouco maior que a fêmea. Os juvenis são de um marrom-oliva mais opaco e não têm as listras brancas nas bochechas e a garganta escura.
O chicoteador-oriental é geralmente tímido e é ouvido com muito mais frequência do que visto. Sua chamada longa - uma nota longa, seguida por um "chicote de estalo" (que é a fonte do nome comum) e algumas notas seguem - é um dos sons mais distintos do mato australiano oriental. O canto geralmente é um dueto entre o macho e a fêmea, o macho produzindo a nota longa e chicote e a fêmea as notas seguintes. As chamadas são mais frequentes no início da manhã, embora ocorram durante o dia com pequenos picos ao meio-dia e ao pôr do sol. Embora os cantos dos machos sejam consistentes em todas as espécies, um alto grau de variação nos cantos das fêmeas foi relatado. As amostras de chamadas foram usadas em muitos filmes como: Bush Christmas 1983 e The Dark Crystal 1982

## Distribuição e habitat
O chicoteador-oriental é encontrado em florestas temperadas úmidas, incluindo florestas tropicais e florestas úmidas de esclerófilo, geralmente perto da água. Ocorre do leste de Victoria ao norte até o centro de Queensland. Uma raça do norte, às vezes conhecida como o chicote do norte (Psophodes olivaceus lateralis) é encontrada nos trópicos úmidos do norte de Queensland, de Cooktown a Townsville. Pelo menos um estudo descobriu que é uma espécie especialista em termos de habitat e ameaçada pela urbanização.

## Comportamento
O chicoteador-oriental é insetívoro, recuperando insetos de serapilheira no chão da floresta.

### Reprodução
Whipbirds são monogâmicos. A reprodução ocorre do final do inverno até a primavera; uma tigela frouxamente construída de galhos e varas forradas com material mais macio, como gramíneas, localizadas em arbustos ou árvores com menos de 3 a 3–4 m (9.8–13.1 ft) acima do solo. Várias ninhadas podem ser colocadas em uma estação de reprodução prolongada. Uma ninhada de dois ovos, azul pálido com manchas e manchas enegrecidas, medindo 28 x 20 milímetros. As fêmeas incubam e chocam os ovos e filhotes, embora os machos ajudem a alimentar e tenham um papel mais ativo no cuidado dos filhotes por 6 semanas após deixar o ninho.